# 海南山蓝
海南山蓝（学名：Peristrophe floribunda）是爵床科观音草属的植物，是中国的特有植物。分布在中国大陆的湖南、重庆、福建、海南、江西、江苏、云南、广东、贵州等地，生长于海拔500米至1,730米的地区，一般生长在低海拔地区的沟谷边或林下，目前尚未由人工引种栽培。

## 异名
- Dicliptera crinita (Thunb.) Nees var. floribunda Hemsl.